# The Pioneer (szobor, Oregon)
A The Pioneer Alexander Phimister Proctor Joseph Nathan Teal megrendelésére készült 3,9 méter magas bronzszobra, amelyet 1919. május 22-én leplezett le T. G. Hendricks és unokája az Amerikai Egyesült Államok Oregon államának Eugene városában, az Oregoni Egyetemen. 2020. június 13-án ismeretlenek ledöntötték, azóta raktárban tárolják.

## Története
A szobor tervezése sokáig tartott; Proctor tíz évig kereste a modellként szolgáló személyt, végül J. C. Cravens csapdázó mellett döntött, és tervét bemutatta Joseph N. Tealnek. Ez volt az Oregoni Egyetem első szobra.
Az alkotás a robusztusságról és mozgásról szól; az alak testtartása büszke, és úgy látszik, mintha lépni készülne. A természetes érzés egészen a talapzatig kihat. A bazalt „sok vihart átvészelt, sok folyó sodorta, de kitartott… Proctor szerint ez megegyezik a szintén sok vihart átélt Telepes eszméivel”.
Egy 1928-as újságcikk szerint a szobor a campus középpontján áll és „a nyugati telepes szellemet” mutatja be. 1929-ben az Oregoni Állami Egyetem elleni amerikaifutball-mérkőzésen más alkotásokkal együtt őrizték. A Eugene Guard 1931-es vezércikke szerint „a Corvallis környékén olyan népszerű narancssárga árnyalatú festék beborítja az egyetem járdáit, a Skinner-tanúhegy nagy O betűjét és a híres Pioneer szobrot is”.
A Eugene Guard szerint 1963-ban halloweenkor a szobrot „kidekorálták”: a testébe nyilakat, fejébe pedig tomahawkot állítottak.

### Eltávolítása
2019 áprilisában a szobor ágyék- és ostorrészét vörös festékkel öntötték le, majd május 20-án az őslakos hallgatók a szobor eltávolítását követelték. Michael Schill rektor a kisebbségek történelmi reprezentációjáért felelős akciócsoportot hozott létre.
2020. június 13-án ismeretlenek a szobrot ledöntötték és a Johnson épület lépcsőjére tették, a The Pioneer Mothert pedig lefejezték. Június 14-én az egyetem mindkét szobrot raktárba tette.

## Neve
Felállításakor a szobrot Pioneernek nevezték; a Pioneer Mother 1920-as években bemutatott terveit követően Pioneer Fatherként hivatkoztak rá, azonban ezzel az eredeti jelentéstartalma elveszett. Joseph N. Teal szerint:
A szobor minden oregoni telepes emlékére lett felállítva. Semmilyen értelemben nem utal egyénre; őszinte kívánságom és reményem, hogy ezt tiszteletben tartják. A telepes történelmünk legjobbjait képviseli. Azon férfiak és nők, akik megmentették számunkra a nyugatot, a legmagasabb érdekek mozgatták. Elmondhatatlan áldozatokat hoztak és minden nehézséget elviseltek, hogy gyermekeik élvezhessék munkájuk gyümölcsét.
Az 1919-es átadón az Oregoni Történelmi Társaság elnöke az angolszász faj erényeit méltatta:
Az angolszász faj a teutonok leszármazottja. Szabadságszerető faj volt és ma is az. Hisz az élet és a szabadság védelmében, a tulajdonban és a boldogságra való törekvésben. Ennek a fajnak nagy asszimilációs képessége van; a szabadsággal és az emberi jogokkal kapcsolatos ötletei miatt más fajok is részévé váltak, így nép és faj is lett egyben.
Marc Carpenter 2018-ban a következőket mondta: „Az emlékművek ünnepelnek. Az emlékművek veleszületetten ünneplik azt, amit ábrázolnak. Szóval számomra hasonlít azon konföderációs szobrokhoz, amik az ország többi részén voltak jellemzőek. Ez az erőszak és a fehér felsőbbrendűség emlékműve”.

## Elhelyezkedése
A szobor helyét tudatosan választották. Az öntőforma vasúton egy hónap alatt érkezett meg Rhode Islandről. Proctor az átadón a következőket mondta:
Elég azt mondani, hogy a Willamette és McKenzie folyók vizeiket egy nagy mederbe egyesítik, és létrehozzák ezt a gyönyörű völgyet, a paradicsomot, melynek nagy hegyein és sivatagi síkságain a telepes elsőként küzdötte át magát, hogy otthonra leljen. Az Oregoni Egyetem campusánál alkalmasabb helyet nem lehetett volna találni.
A szobor pontos helyét a Teal és felesége, Ellis F. Lawrence és Irene Hazard Gerlinger alkotta bizottság választotta ki. Az adminisztratív épület melletti jegenyékhez tették. Az alkotó kérése volt, hogy minél több természetes fény érje, ezért déli irányban állították fel.

## Fordítás
- Ez a szócikk részben vagy egészben  a   The Pioneer (Eugene, Oregon) című angol Wikipédia-szócikk ezen változatának fordításán alapul.  Az eredeti cikk szerkesztőit annak laptörténete sorolja fel. Ez a jelzés csupán a megfogalmazás eredetét és a szerzői jogokat jelzi, nem szolgál a cikkben szereplő információk forrásmegjelöléseként.